# Nhà hát quốc gia, Warszawa

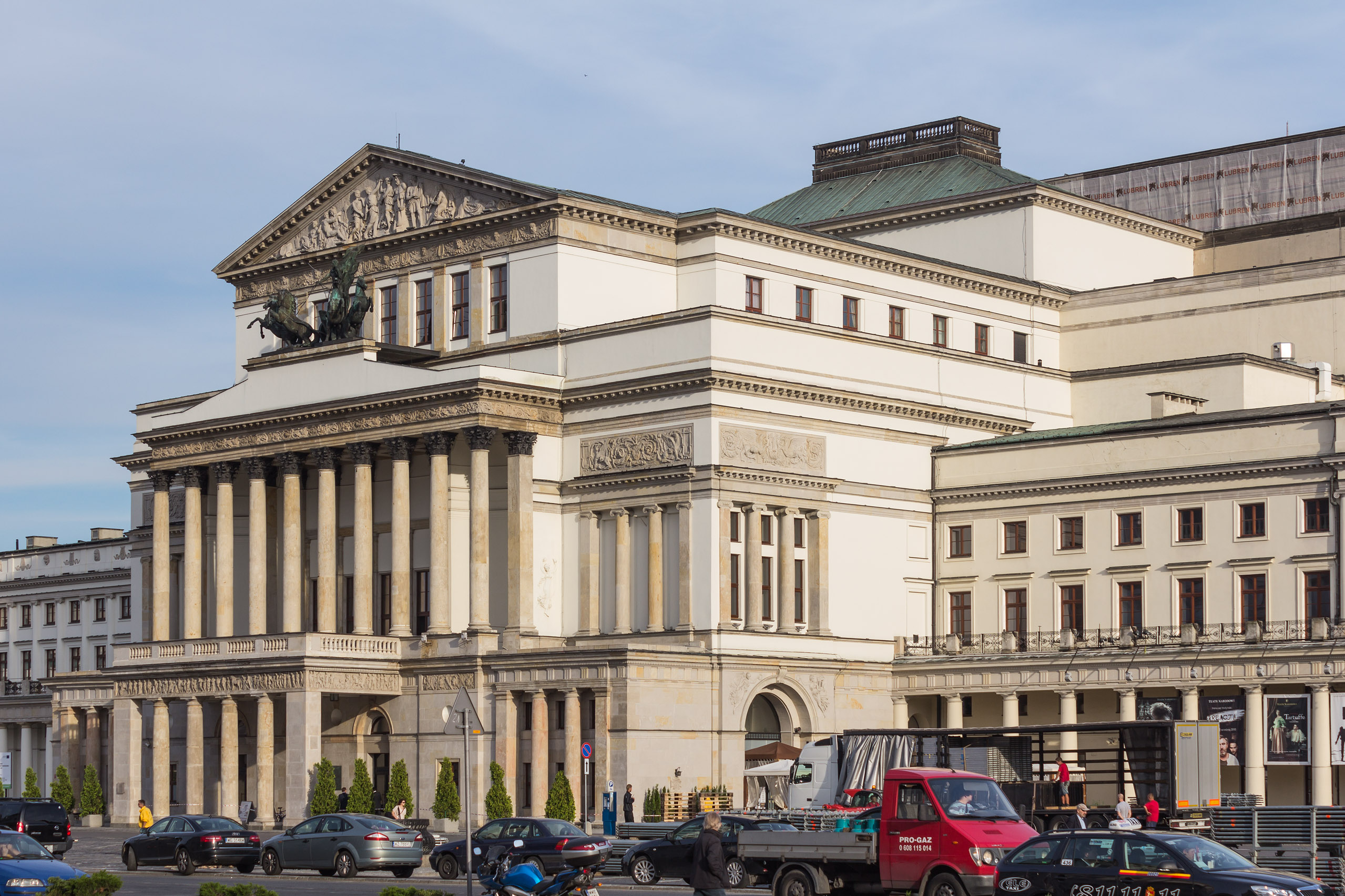
Tổ hợp nhà hát tại Quảng trường Nhà hát, Warsaw

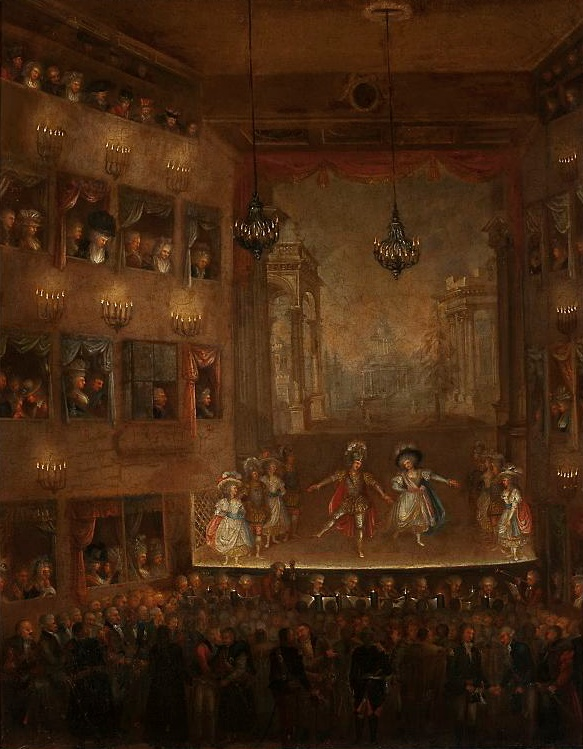
Chơi với sự có mặt của vua Stanisław Augustus, 1790. Bức tranh mô tả nội thất của Nhà hát Quốc gia đầu tiên ở Warsaw nằm tại Quảng trường Krasnoyani

Nhà hát quốc gia (Teatr Narodowy) tại Warsaw, Ba Lan, được thành lập năm 1765, trong thời kỳ Khai sáng của Ba Lan, bởi vị vua cuối cùng của đất nước, Stanisław August Poniatowski. Nhà hát chia sẻ khu phức hợp Nhà hát Lớn tại Quảng trường Nhà hát ở Warsaw với một địa điểm quốc gia khác, Nhà hát Opera Quốc gia Ba Lan.

## Lịch sử
Opera được đưa đến Ba Lan bởi vị Vua tương lai Władysław IV Vasa trong vòng hai mươi năm kể từ buổi trình diễn opera đầu tiên ở Florence. Năm 1628, ông mời công ty opera Ý đầu tiên đến Warsaw. Khi lên ngôi Ba Lan năm 1632, ông đã xây dựng một nhà hát trong lâu đài của mình và các buổi biểu diễn opera thường xuyên được sản xuất tại đó bởi một công ty Ý của đạo diễn Marco Scacchi.
Nhà hát opera công cộng đầu tiên ở Ba Lan, Operalnia ở Warsaw, được khai trương vào ngày 3 tháng 7 năm 1748. Nó nằm trong Vườn Saxon (tại ngã tư đường Marszałkowska của Phố Królewska ngày nay) và hoạt động dưới sự bảo trợ của hoàng gia. Tòa nhà The Operalnia được xây dựng vào năm 1725 theo sáng kiến của Augustus II, tiêu tốn 5000 ducat, như một cấu trúc hình chữ nhật được chia thành ba phần.
Từ năm 1774 trở đi, các buổi biểu diễn opera, nhà hát và ba lê được tổ chức tại Cung điện Radziwiłł (ngày nay là cung điện chính thức của tổng thống Ba Lan). Vở diễn opera Ba Lan đầu tiên được sản xuất ở đó vào ngày 11 tháng 7 năm 1778, bởi Maciej Kamieński mang tên Poverty Made Happy, với libretto là Wojciech Bogusławski dựa trên một bộ phim hài của Franciszek Bohomolec.
Năm 1779-1833 các buổi biểu diễn đã diễn ra trong một tòa nhà mới trên Quảng trường Krasinski, sau này được gọi là Nhà hát Quốc gia). Nhà hát Quốc gia được thành lập vào năm 1765, trong thời kỳ Khai sáng của Ba Lan, bởi vị vua cuối cùng của đất nước, Stanisław August Poniatowski. Được biết đến là cha đẻ của Nhà hát Quốc gia Ba Lan, Bogusławski là một diễn viên, ca sĩ, đạo diễn, nhà viết kịch và doanh nhân nổi tiếng. Ngoài ra, tại Nhà hát Quốc gia, từ năm 1785, một đoàn vũ công của Hoàng thượng (đứng đầu là bậc thầy ba lê François Gabriel Le Doux của Paris và Daniel Curz của Venice) đã hoạt động. Tại nhà hát này, vào ngày 17 tháng 3 năm 1830, Chopin đã trình diễn bản concerto cho piano số 1 tone Mi thứ, Op. 11. Bị đóng cửa sau cuộc nổi dậy tháng 11 năm 1830, năm 1924, Nhà hát Quốc gia được hồi sinh dưới thời Cộng hòa Ba Lan thứ hai.
Dưới thời Cộng hòa Nhân dân Ba Lan (năm 1945-89), chất lượng sản phẩm của Nhà hát đôi khi bị ảnh hưởng xấu bởi áp lực của chính phủ.